# Graphophone

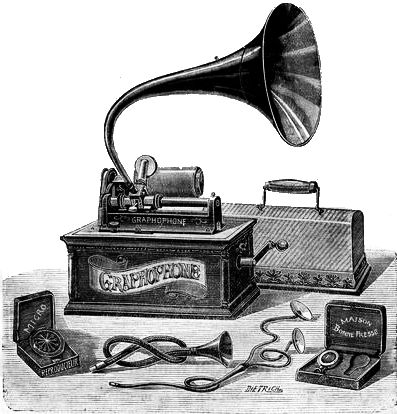
Le Columbia Precision Graphophone, modèle commercialisé en France en 1901.

Le Graphophone est le nom et la marque déposée d'une version améliorée du phonographe. Il fut développé par Charles Sumner Tainter (1854—1940) au Volta Laboratory fondé par Alexander Graham Bell à Washington, D.C. Il est la première machine à dicter,,.
L'usage de la marque fut la propriété successive de la Volta Graphophone Company, puis de l'American Graphophone Company, de la North American Phonograph Company et enfin de la Columbia Phonograph Company (qui devient plus tard Columbia Records), qui toutes produisirent ou vendirent des Graphophones.